# 카프카의 편지: 밀레나에게
카프카의 편지: 밀레나에게 또는 밀레나에게 보내는 편지(Letters to Milena)는 20세기의 고독자 프란츠 카프카가 영원한 연인 밀레나에게 보낸 편지이다. 그 편지에는 소외된 천재 카프카의 고뇌와 열정, 이상과 절망이 그대로 묻어난다.

## 배경
입에서 붉은 피를 토하면서까지 사랑했던 여자. 그러나 남의 아내이기에 끝내 단념하지 않으면 안 되었던 여자. 젊은 베르테르가 이미 약혼자가 있는 로테를 미칠 듯 사랑하고 괴로워하다가 죽어 갔듯이, 20세기의 고독자 프란츠 카프카(Franz Kafka)는 에른스트 폴라크(Ernst Pollak)의 젊은 아내 밀레나 예센스카(Milena Jesenská, 1896∼1944)를 죽도록 사랑한다. 그러나 끝내 이룰 수 없는 사랑이기에 글로나마 자신의 사랑과 슬픔을 표현하지 않을 수 없었다. 얼굴이 둥그스름한 미모의 여인 밀레나는 이 가장 개인적이고 가장 정열적인 연서(戀書)들을 1924년 카프카가 세상을 떠난 후까지 소중히 보관한다. 1939년 봄 독일이 프라하로 진격해 오기 직전에 그녀는 봉투에 넣지 않은 편지들을 묶음으로 만들어 이 서한집의 편집자 빌리 하아스(Willy Haas)에게 직접 넘겨준다. 하아스는 밀레나의 남편이 된 폴라크, 작가 프란츠 베르펠 등과 함께 밀레나가 프라하의 커피숍에서 자주 어울리곤 했던 친구였다. 그러나 그는 고향을 탈출하는 피난길에 이 편지 묶음을 가지고 갈 수가 없어서 프라하에 남아 있던 가까운 친척에게 맡기며, 편지들은 1945년 전쟁이 끝날 때까지 잘 보관된다. 그 후 편자는 카프카의 친구 막스 브로트의 권유를 받아 밀레나의 생일, 국경일, 편지에 붙여진 번호, 기타 여러 가지 사건들을 참고해 편지들의 순서를 정리 편집한다. 카프카의 편지에는 요일은 자주 기록되지만, 애초부터 날짜는 쓰여 있지 않았다. 하아스가 편집한 초판본이 1952년 미국 뉴욕의 쇼켄 출판사(Schocken Books Inc.)에서 나오고, 1966년부터는 독일 프랑크푸르트 암 마인의 피셔 포켓북 출판사(Fischer Taschenbuch Verlag)에서 간행된다. 그리고 1983년에는 부페르탈대학의 프라하문학 연구소장 보른(Jürgen Born) 교수와 책임연구원 뮐러(Michael Müller) 박사가 편지를 썼을 것이라 추정한 날짜 등을 괄호 속에 표시하고, 초판에 빠졌던 편지들을 보완하며, 학술적으로 새로이 정리한 증보 신판이 출간된다. 한 많은 생애를 마친 카프카의 연서는 편지가 처음 발표된 이후 오늘날까지 서간체로 쓰인 “사랑의 장편”이란 평을 받으며, 세계 각국 젊은 독자들의 깊은 관심 속에 애독되고 있다.